# Enciéndelo
Enciéndelo es el primer álbum de estudio de la banda mexicana de rock en español Coda  y fue publicado por Sony Music México en el año de 1993.

## Historia y grabación
Después de grabar Tiempo perfecto, Zito Martínez y Diego Benyure abandonaron la banda y fueron reemplazados por el bajista Allan Pérez y el teclista David Melchor respectivamente.
A finales de 1990, Raúl Vázquez, ex director general de Sony Music Entertainment México escuchó un concierto que ofreció la banda en el festival Rockotitlán. A Vázquez le agradó el estilo musical de Coda y la agrupación firmó contrato en 1991.
Un año después, el grupo grabó en los estudios de Sony México este material discográfico, que fue coproducido por Luiz Carlos Maluly y Coda.

## Lista de canciones
| Side one |                          |                                 |          |  |
| N.º      | Título                   | Escritor(es)                    | Duración |  |
| 1.       | «Atrévete»               | Salvador Aguilar / Antonio Ruiz | 3:40     |  |
| 2.       | «Caminando en el fuego»  | Aguilar / Ruiz                  | 3:47     |  |
| 3.       | «Sin ti no se continuar» | Aguilar / Ruiz / David Melchor  | 3:54     |  |
| 4.       | «Viviendo de noche»      | Aguilar / Ruiz                  | 3:23     |  |
| 5.       | «Atado a tu piel»        | Aguilar / Ruiz / Melchor        | 3:24     |  |
| 6.       | «Vivo o muerto»          | Aguilar / Ruiz                  | 3:35     |  |
| 7.       | «Boby»                   | Aguilar / Ruiz / Melchor        | 4:06     |  |
| 8.       | «Eternamente»            | Aguilar / Ruiz                  | 4:55     |  |
| 9.       | «Preso de la inquietud»  | Aguilar / Ruiz / Melchor        | 4:16     |  |
| 10.      | «Tócame»                 | Aguilar / Ruiz / Melchor        | 3:55     |  |
| 11.      | «Pamela»                 | Aguilar / Ruiz / Melchor        | 3:58     |  |
| 12.      | «Hielo en las rocas»     | Aguilar / Ruiz                  | 5:30     |  |

## Créditos

### Coda
- Salvador «Chava» Aguilar — voz
- Antonio «Toño» Ruiz — guitarra eléctrica y guitarra acústica de doce cuerdas
- Jesús «Chucho» Esquivel — batería
- Allan Pérez — bajo
- David Melchor — teclados

### Personal técnico
- Luiz Carlos Meluly — productor
- Eric Rudd — ingeniero de audio
- Isaías García — masterización